# Rypellia semilutea
Rypellia semilutea är en tvåvingeart som först beskrevs av Malloch 1923.  Rypellia semilutea ingår i släktet Rypellia och familjen husflugor. Inga underarter finns listade i Catalogue of Life.